# Телешов, Николай Афанасьевич
Николай Афанасьевич Телешо́в (также Телешев, в некоторых иностранных документах — Nicolas de Telescheff; 20 января (1 февраля) 1828 — 15 (27) февраля 1895) — русский изобретатель, пионер авиации, автор первого в России проекта самолёта, а также одного из первых в мире проектов реактивного самолёта.

## Биография

### Происхождение и ранние годы жизни
Родителями Телешова были известная русская балерина Екатерина Александровна Телешова и крупный предприниматель и меценат Афанасий Фёдорович Шишмарёв, жившие в конкубинате.
Телешов служил артиллерийским офицером в Российской Императорской Армии, вышел в отставку в звании капитана артиллерии. В 1862 году окончил философско-юридический факультет Санкт-Петербургского университета.

### Изобретательская деятельность

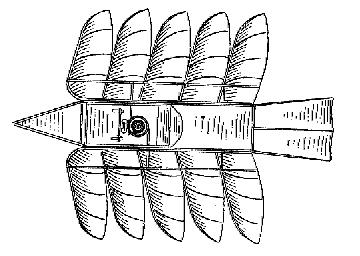
Махолёт Телешова, Меннона и Струве

В 1864 году Николай Афанасьевич Телешов совместно с Менноном и Струве запатентовал во Франции и Великобритании два проекта летательных аппаратов: проект пассажирского самолёта с паровым двигателем под названием «Система воздухоплавания») и проект махолёта с мускульным двигателем (Патент Великобритании № 2299).
В 1867 году Телешов запатентовал во Франции и Германии проект самолёта с пульсирующим воздушно-реактивным двигателем под названием «Усовершенствованная система воздухоплавания» (в некоторых источниках проект проходит под названием «Дельта»).
Кроме того, Телешов, как совместно с другими лицами, так и самостоятельно, получил ряд патентов на другие изобретения, в частности — станок для резания металла (патент США № 42531).

### Предпринимательская деятельность
Пользуясь связями и финансами своего отца, предпринимателя и мецената Афанасия Фёдоровича Шишмарёва (1790-1875), Телешов после окончания университета организовал в США фирму "Меннон и Телешов", которая специализировалась на производстве металлообрабатывающего оборудования.
Телешов и его партнёры получали патенты на свои изобретения, как представители фирмы «Меннон и Телешов» (Mennons & Telescheff).

## Описание проектов

### Самолёт «Система воздухоплавания»
В 1864 году Телешов разработал и запатентовал во Франции и Великобритании проект пассажирского самолёта "система воздухоплавания" с паровой машиной и толкающим воздушным винтом.

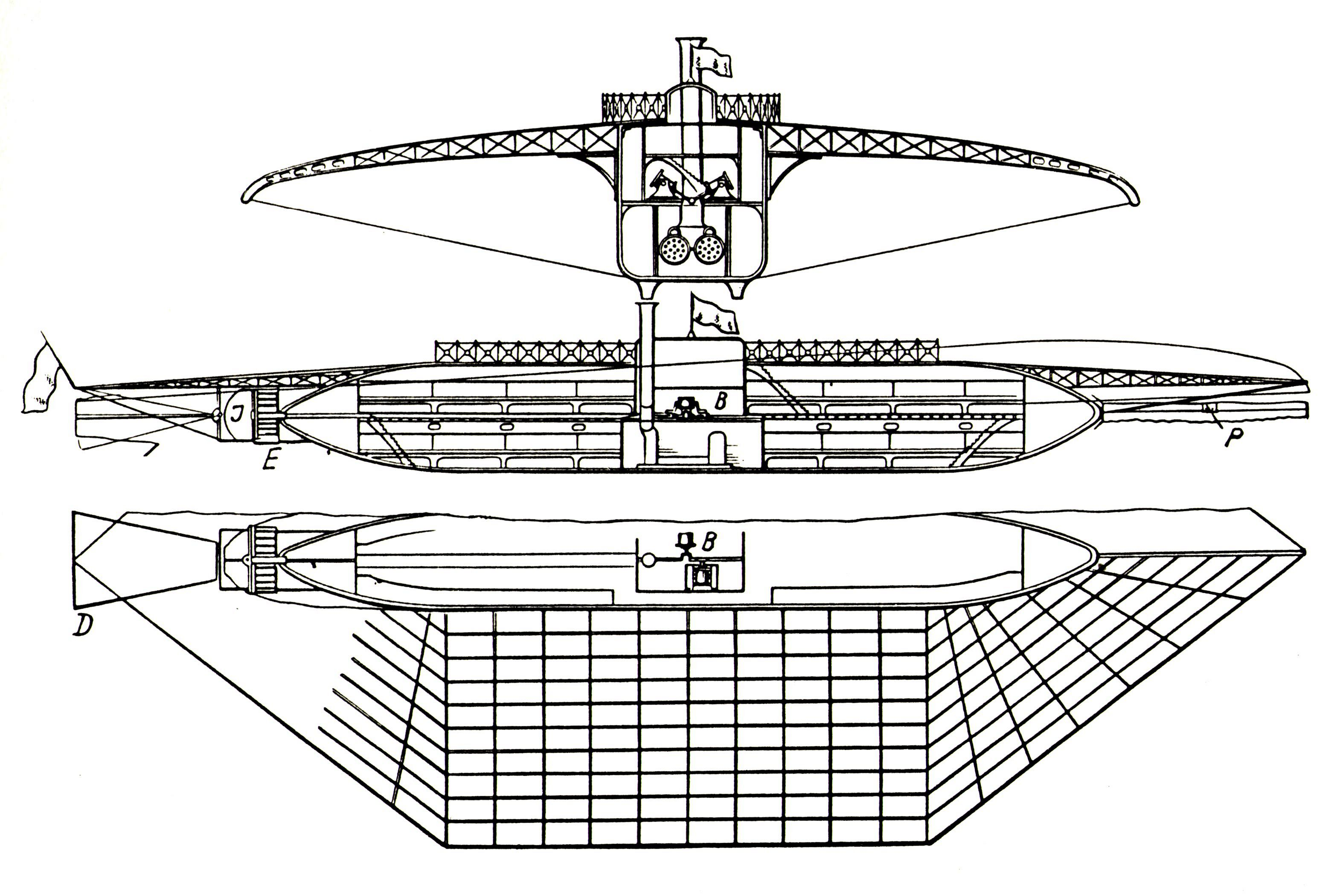
Проект «Система воздухоплавания» (чертёж из патента)

Самолёт «Система воздухоплавания» предназначался, по замыслу автора, для перевозки 120 пассажиров с багажом. Кроме пассажиров на борту должно было находиться запас угля и воды для паровых машин на 10 часов полёта. Согласно проекту, самолёт представлял собой цельнометаллический моноплан с верхнерасположенным крылом исключительно малого удлинения и продолговатым фюзеляжем обтекаемой формы с прямоугольным поперечным сечением, внутри которого были предусмотрены две пассажирские палубы. Крыло имело тонкий слабоизогнутый профиль, заострённый с обоих концов, контуры которого образовывались двойной матерчатой обшивкой. Нагрузки, действующие на крыло, должны были восприниматься как системой расчалок, так и внутренними силовыми элементами крыла, имеющими ферменную конструкцию. Управление аппаратом должно было осуществляться с помощью рулей высоты и направления, расположенных в струе толкающего воздушного винта. Также была предусмотрена возможность управления положением центра тяжести самолёта посредством перемещения специального груза вдоль бушприта на носовой оконечности фюзеляжа. Воздушный винт, располагавшийся на хвостовой оконечности фюзеляжа, приводился во вращение паровой машиной, помещённой в середине фюзеляжа, посредством длинного вала. Для разбега при взлёте предусматривалось применение отделяемого шасси-тележки.
В России проект не получил поддержки ни Российской академии наук, ни в военном ведомстве. Запатентовать своё изобретение Телешов на родине не смог, его заявка была всего лишь зарегистрирована.

### Реактивный самолёт «Усовершенствованная система воздухоплавания» («Дельта»)
Не получив одобрения проекта "Системы воздухоплавания", Телешов в течение трёх лет переработал этот проект в "Усовершенствованная система воздухоплавания" - самолёт "Дельта". При работе над проектом он предложил усовершенствованную модель воздушно-реактивного двигателя, которую он назвал "теплородный духомёт"

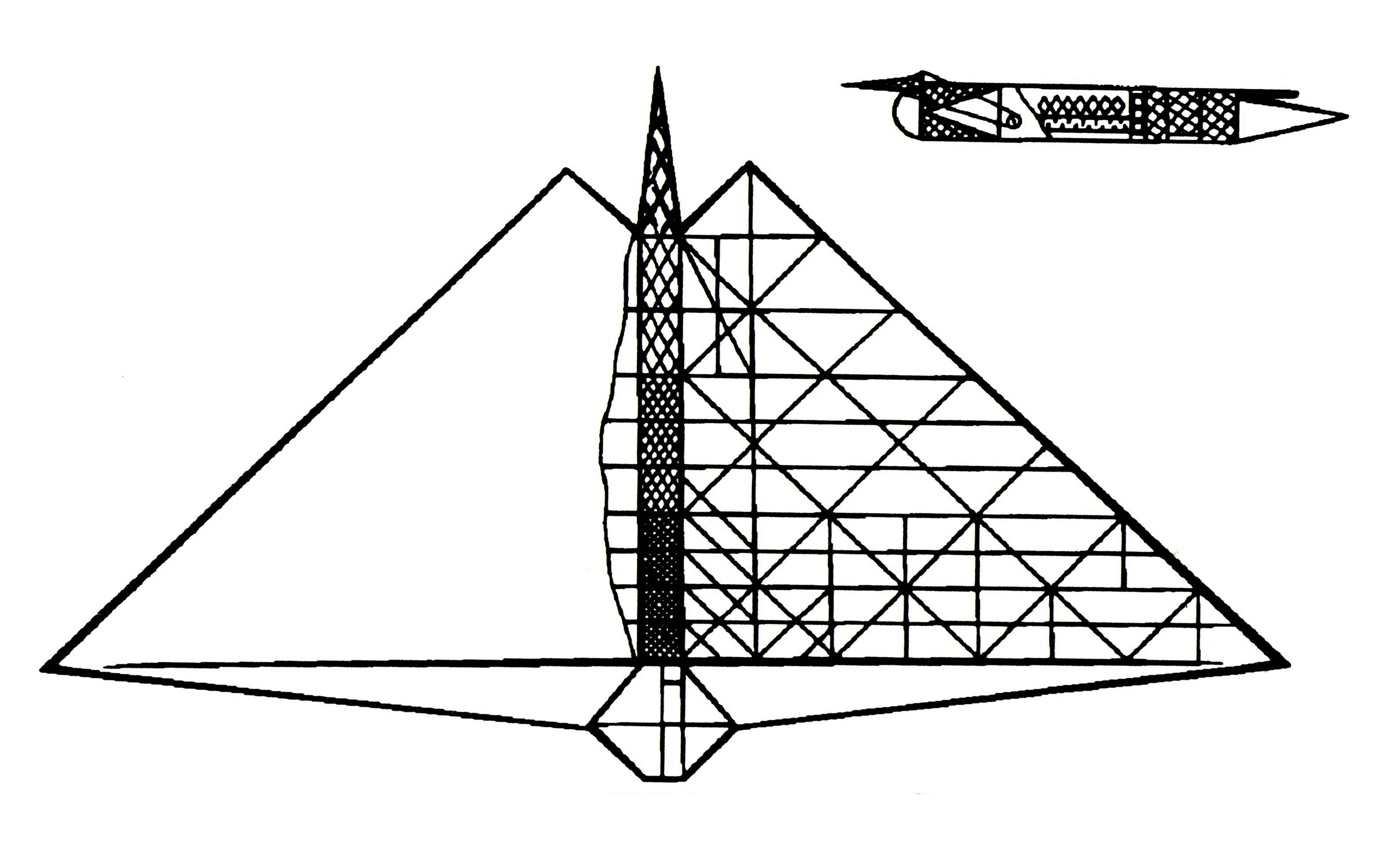
«Усовершенствованная система воздухоплавания» — чертёж из патента

Как и предыдущий самолёт Телешова, самолёт «Дельта» предназначался для перевозки пассажиров внутри закрытого фюзеляжа. Он представлял собой моноплан с высокорасположенным треугольным крылом и продолговатым, заострённым с носа, фюзеляжем круглого сечения, имевшим геодезическую конструкцию (то есть конструкцию, образованную диагональными силовыми элементами, проходящими непосредственно под обшивкой). Стреловидность передней кромки крыла составляла 45 градусов. Металлический силовой набор крыла состоял из десяти лонжеронов по размаху и элементов продольного и поперечного набора. Для увеличения прочности крыла предлагалось крепить его с помощью растяжек. Обшивка фюзеляжа и крыла должна была быть полотняной. К задней части фюзеляжа крепился руль направления и над ним руль высоты. Как и фюзеляж с крылом конструкция рулей была металлическая с полотняной обшивкой. Было предусмотрено два варианта шасси. В первом варианте машина имела колеса и стартовала по рельсам, во втором варианте применялась отделяемая тележка. В хвостовой части фюзеляжа должен был располагаться пульсирующий воздушно-реактивный двигатель (ПуВРД), устройство которого также было запатентовано Телешовым. Проект самолёта «Дельта» был одним из первых проектов самолёта с ПуВРД и воздушно-реактивным двигателем вообще.
Французский изобретатель Шарль де Луврие запатентовал самолёт с ПуВРД (по конструкции существенно отличающийся от самолёта Телешова) на два года раньше — в 1865 году. Отличие идеи Телешова состояло в том, что пары топлива в его конструкции должны были смешиваться с воздухом ещё до поступления в камеру сгорания, и для этой цели было предусмотрено особое устройство наподобие современного карбюратора.
Во времена использования угля и дров в качестве топлива для двигателей, Телешов предложил принципиально новое горючее для своего двигателя - минеральное масло "фотоген", пары которого должны были воспламеняться электрическими батареями. Фотогеном в то время назывался керосин.
Осуществить свои проекты Н.А Телешову не позволяли существовавшие в то время технологии. Русский конструктор намного опередил свою эпоху. Потерпев неудачу с авиационными проектами он занялся более простыми машинами - создал удачную конструкцию металлорежущего станка, усовершенствовал плавильную печь и аппарат для сахароварения.